# جوش أكوجنون
جوش أكوجنون (بالإنجليزية: Josh Akognon)‏ مواليد 10 فبراير 1986 في كاليفورنيا، هو لاعب كرة سلة محترف نيجيري بدأ مسيرته الاحترافية في سنة 2009 يلعب مع فريق دينامو باسكت ساساري كلاعب هجوم خلفي. يبلغ طوله 5 قدم 11 بوصة (1.8 م).

## فرق لعب لها
- لياونينغ فلاينج ليباردز
- دالاس مافيريكس
- فوشان دراليونز
- جيلين نورثيست تايجرز

## إحصائيات المسيرة

### الرابطة الوطنية لكرة السلة

#### الموسم الاعتيادي
| السنة   | الفريق         | لعب | بدأ | دقيقة | ميداني% | ثلاثية | حرة  | ارتداد | صنع | استلاب | تصدي | نقطة |
| ------- | -------------- | --- | --- | ----- | ------- | ------ | ---- | ------ | --- | ------ | ---- | ---- |
| 2012–13 | دالاس مافيريكس | 3   | 0   | 3.0   | .500    | .500   | .000 | .3     | .3  | .0     | .0   | 1.7  |
| المسيرة |                | 3   | 0   | 3.0   | .500    | .500   | .000 | .3     | .3  | .0     | .0   | 1.7  |

## روابط خارجية
- جوش أكوجنون على موقع الاتحاد الدولي لكرة السلة (الإنجليزية)
- جوش أكوجنون على موقع الدوري الأوروبي لكرة السلة (الإنجليزية)
- جوش أكوجنون على موقع إن بي أي (الإنجليزية)
- جوش أكوجنون على موقع سبورتس رفرنس (الإنجليزية)
- جوش أكوجنون على موقع الدوري الإسباني لكرة السلة (الإسبانية)
- جوش أكوجنون على موقع كرة السلة الأوروبية.كوم (الإنجليزية)
- جوش أكوجنون على موقع كلية كرة السلة في سبورتس رفرنس.كوم (الإنجليزية)
- جوش أكوجنون على موقع ريلجم (الإنجليزية)
- جوش أكوجنون على موقع بروبوليرز (الإنجليزية)
- جوش أكوجنون على موقع سبورتس رفرنس (الإنجليزية)